# Gà Chợ Lách

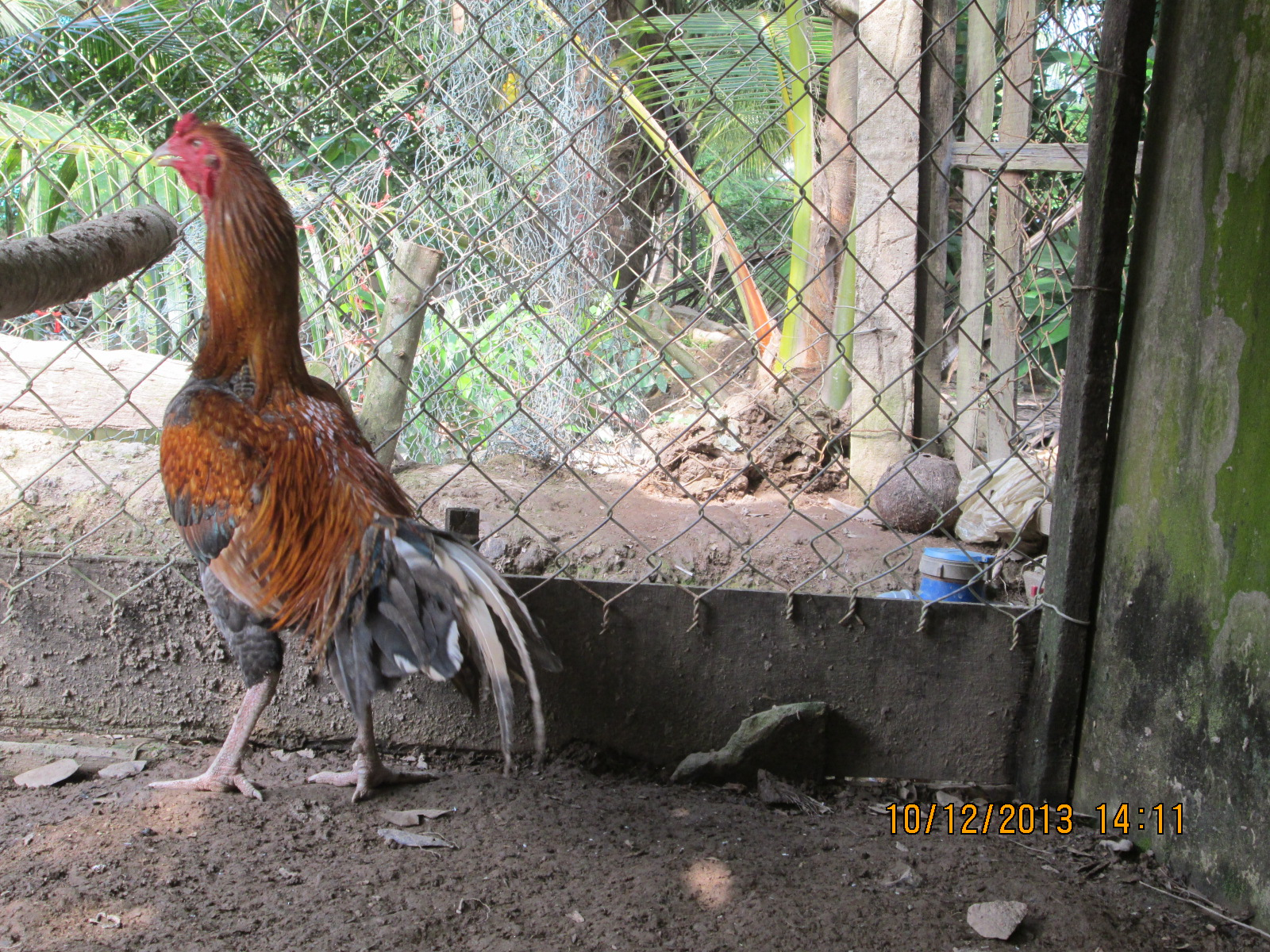
Một con gà chọi ở làng thuộc Bến Tre.

Gà Chợ Lách hay gà nòi Chợ Lách là một giống gà chọi bản địa Việt Nam có nguồn gốc từ Chợ Lách, Bến Tre. Thời trước ở Chợ Lách đã có những trường gà chơi chọi gà nghệ thuật, với điều kiện tự nhiên, khí hậu thuận lợi và hết sức đặc thù nên nghề nuôi gà nòi đã xuất hiện nơi này từ khá lâu. Chợ Lách cũng là một trong những nơi giữ được nguồn gien của các giống gà nòi quý hiếm. Ngành nông nghiệp tỉnh Bến Tre có kế hoạch bảo tồn những giống gà nòi quý ở vùng Chợ Lách, để phát triển một nghề làm giàu.

## Lịch sử
Chúng có nguồn gốc từ lâu đời và được lai tạo do công của Trương Vĩnh Ký, ông đã từ Dulalma ở Polou Penang (Malaysia) đem về địa phương giống gà to xác là gà chọi Mã Lai để lai tạo với giống gà ta lai (gà chạ lai gà tre) của xứ Cái Mơn để cho ra giống gà mới mà nay chính là chọi ở Bến Tre, người ta cho phối giống gà này với giống gà chạ-tre. Giống gà mới ra đời gọi là gà nòi. Giống gà chạ-tre có thế đá đẹp nhưng nhỏ con, mau xuống sức. Hai loại gà lai ghép với nhau đã cho ra đời giống gà dai sức, kỹ thuật tốt được dân chơi thuở đó đánh giá là "kỳ kê", "hùng kê",
Trương Vĩnh Ký còn còn hướng dẫn cho người dân cách tạo bổn bang (khai sinh, gia phả là một hình thức đăng ký giống) cho gà để tránh việc lai tạo trùng huyết thống. Người dân xứ khác đến Cái Mơn mua gà đem về nhân giống, nuôi dưỡng, luyện, vỗ nhưng hầu hết gà đều không "giỏi võ nghệ" bằng gà được nuôi tại chính xứ Cái Mơn. Hầu hết những nghệ nhân nuôi gà đá nổi tiếng ở xứ Cái Mơn này đều được các thế hệ cha ông truyền thụ một pho kê kinh, hướng dẫn tỉ mỉ phương pháp dưỡng kê, luyện kê. Hàng trăm năm nay, giới chơi gà đá khu vực miền Tây Nam bộ vẫn xem Bến Tre là thủ phủ của những "hùng kê" nhưng, chính quyền địa phương chưa công nhận điều đó.

## Đặc điểm
Gà mái phải có ngoại hình khỏe mạnh, hung hăng để di truyền tính mạnh mẽ sang đàn con, còn gà trống thì phải có thể chất tốt, gan lỳ, chịu đòn và tránh đòn nhanh lẹ thì mới thi đấu bền bỉ được, gà nòi Chợ Lách lâu nay rất ít bị bệnh, không hề bị cúm gia cầm… do sức đề kháng rất tốt. Vùng đất, khí hậu Bến Tre phù hợp, gà nuôi đẹp, lông bóng mượt, chân vuông, ngực ưỡn, lưng cong
Còn để có gà hay, số lượng gà tốt nhiều trong bầy nuôi thì việc lai tạo giống là khâu quan trọng nhất. Muốn có được những con gà chiến, người nuôi phải chú ý đến con bố mẹ, nhất là con mái phải khoẻ mạnh, hung dữ, nhanh nhẹn. Ngoài ra, gà mẹ phải lớn khỏe, thường đạt trọng lượng từ 2,8 - 3,5 kg. Như vậy khi lai tạo tỷ lệ gà hay trong bầy sẽ nhiều hơn. Lai tạo giống gà nòi, thường từ những con gà mái hung dữ, kết hợp với gà trống khoẻ mạnh. Gà còn nhỏ được thả ra vườn cây để rèn đôi chân cứng cáp, khi gáy rành rẽ mới nhốt lại huấn luyện thành gà đá. Mỗi tuần, cho gà đá nhau vài lần để luyện các cú đòn, gần một năm là xuất bán.

## Chăm sóc
Nuôi gà đá muốn mau lớn và thịt săn chắc quan trọng nhất ở khâu cho ăn. Gà đá khác với gà thương phẩm, lúc còn nhỏ phải ăn tấm, khi lớn lên cho ăn lúa ngâm trong nước 1 đêm để giúp dễ tiêu hóa và thịt săn chắc, ít mỡ gà mới nhanh nhẹn. Ngoài ra, nhiều người còn cho gà ăn thêm giun, thằn lằn, dế, lòng đỏ trứng, thịt bò, tép, trứng vịt lộn, chuối xiêm để bồi dưỡng và tăng cường sức chiến đấu người ta phải bắt ếch nhái, cào cào, châu chấu và xắt cả thịt bò cho gà ăn, tắm nước nóng, lau mặt, lau cánh cho gà mát, 5 giờ sáng đem gà ra hứng sương, 12 giờ đêm thức cho gà uống nước. Hàng đêm còn phải rờ xem bầu diều xẹp hay cứng, kiểm tra phân gà.

## Kinh tế
Huyện Chợ Lách được mệnh danh là Vương quốc gà nòi, gà nòi được nuôi quanh năm nhưng dịp Tết vẫn là mùa làm ăn cao điểm nhất là nhu cầu gà để chọi. nuôi gà nòi bán giá 1-2 triệu đồng/con, thậm chí những con gà đá bán tới hàng chục triệu đồng/con. Chỉ cần đầu tư vài triệu đồng để nuôi gà nòi thì sau một năm có thể thu nhập được hàng chục triệu đồng. Đầu ra của gà nòi Chợ Lách thông qua những con đường như bán tại khu vực, nhiều tỉnh thành kề cận thì nhiều nhất vẫn là được đưa sang Campuchia. Thương hiệu của gà nòi Chợ Lách đã và đang lan ra ngoài biên giới, khiến dân chơi gà khắp nơi đổ về đây xem gà, chọn gà. Gà nòi Chợ Lách có con bán giá cả chục triệu đồng, còn giá 5-7 triệu đồng/con đã trở nên khá phổ biến. Điều đó cho thấy nghề nuôi gà nòi ở đây rất phát triển, đáp ứng kịp thời đòi hỏi của thị trường.